# 안세희 (1995년)
안세희(1995년 11월 27일 ~ )은 대한민국의 희극 배우이다.

## 학력
수원한일전산여고 (現 한봄고등학교) 졸업
동아방송예술대학교 방송연예계열

## 방송
- 코미디TV 스마일킹
- 아프리카TV에서 세봉♥이라는 닉네임으로 개인 방송을 하고 있다. (2020년 기준)
- 아프리카TV - 2020 빠삐콘테스트 시즌2 2위